# Arrondissement de Lörrach
L'arrondissement de Lörrach est un arrondissement (« Landkreis » en allemand) de Bade-Wurtemberg (Allemagne) situé dans le district (« Regierungsbezirk » en allemand) de Fribourg-en-Brisgau. Son chef-lieu est Lörrach.

## Géographie
Il se trouve le plus au sud-ouest du land et a une frontière commune avec la Suisse de 44 km et une autre avec la France (Alsace) de 20 km.
Il se trouve à l'ouest de l'arrondissement de Waldshut et au sud de celui de Brisgau-Haute-Forêt-Noire.

## Histoire
Jusqu'en 1803, l'arrondissement d'aujourd'hui faisait partie de l'Autriche antérieure et du Margrave de Baden. Quelques plus petits territoires appartenaient à l'Evêché de Bâle ou à l'Ordre Teutonique.
Les frontières actuelles de l'arrondissement de Lörrach résultent de la réforme d'arrondissement qui a eu lieu en Allemagne le 1er janvier 1973. L'ancien arrondissement de Lörrach s'est alors élargi de quelques communes des ex-arrondissements de Säckingen et de Müllheim. Après la réforme, l'arrondissement comprend 42 communes dont huit sont des villes et trois (Lörrach, Rheinfelden (Baden) et Weil am Rhein) des "Große Kreisstädte".

## Évolution démographique
Les chiffres suivants sont issus des résultats d'un recensement (¹) ou des données de l'Institution statistique du Land de Bade-Wurtemberg.
| année            | habitants |
| 31 décembre 1973 | 196 278   |
| 31 décembre 1975 | 193 655   |
| 31 décembre 1980 | 190 832   |
| 31 décembre 1985 | 190 822   |
| 31 mai 1987 ¹    | 191 004   |
| 31 décembre 1990 | 201 880   |
| 31 décembre 1995 | 212 122   |
| 31 décembre 2000 | 217 175   |
| 31 décembre 2005 | 221 357   |
| 30 juin 2006     | 221 572   |

## Politique
Le Landkreis est administré par le Kreistag, qui compte actuellement 67 membres, et par un président appelé le Landrat. Le Kreistag est élu tous les 5 ans par les électeurs du Landkreis. Cet organisme élit le Landrat pour un mandat de 8 années.
Nom du Landrat du Landkreis de Lörrach depuis 1945:
- 1945 : Otto Moericke
- 1945 - 1947 : Rudolf Kraus
- 1947 - 1948 : Alfred Horcher
- 1948 - 1955 : Heinrich Graser
- 1955 - 1972 : Wolfgang Bechtold
- 1972 - 1989 : Otto Leible
- 1989 - 2004 : Alois Rübsamen
- 2004 - 2012: Walter Schneider
- depuis 1er mars 2012 : Marion Dammann

## Tableau Général des Communes
| Unité Territoriale     | Statut               | Nbre Quartiers Ortsteile/Stadtteile | Bourgmestre (Parti)          | Code Postal   | Indicatif Téléphonique            | Code Plaque Minéralogique | Superficie | Population | Date population | Densité  |
| ---------------------- | -------------------- | ----------------------------------- | ---------------------------- | ------------- | --------------------------------- | ------------------------- | ---------- | ---------- | --------------- | -------- |
| Aitern                 | Commune              | 1                                   | Sigrid Böhler                | 79677         | +49-07673                         | LÖ                        | 9,21 km²   | 553        | 31/12/2015      | 60,04    |
| Bad Bellingen          | Commune              | 4                                   | Dr. Christoph Hoffman (FDP)  | 79415         | +49-07635                         | LÖ                        | 16,92 km²  | 4 218      | 31/12/2015      | 249,29   |
| Binzen                 | Commune              | 2                                   | Andreas Schneucker           | 79589         | +49-07621                         | LÖ                        | 5,81 km²   | 2 985      | 31/12/2015      | 513,77   |
| Böllen                 | Commune              | 1                                   | Bruno Kiefer                 | 79677         | +49-07673                         | LÖ                        | 5,66 km²   | 96         | 31/12/2015      | 16,96    |
| Efringen-Kirchen       | Commune              | 9                                   | Philipp Schmid               | 79588         | +49-07628                         | LÖ                        | 43,74 km²  | 8 772      | 31/12/2015      | 200,55   |
| Eimeldingen            | Commune              | 1                                   | Oliver Friebolin             | 79591         | +49-07621                         | LÖ                        | 3,55 km²   | 2 516      | 31/12/2015      | 708,73   |
| Fischingen             | Commune              | 1                                   | Axel Moick                   | 79592         | +49-07628                         | LÖ                        | 1,89 km²   | 746        | 31/12/2015      | 394,71   |
| Fröhnd                 | Commune              | 1                                   | Tanja Steinebrunner          | 79677         | +49-0763                          | LÖ                        | 16,20 km²  | 472        | 31/12/2015      | 29,14    |
| Grenzach-Wyhlen        | Commune              | 3                                   | Tobias Benz                  | 79639         | +49-07624                         | LÖ                        | 17,32 km²  | 14 171     | 31/12/2015      | 818,19   |
| Häg-Ehrsberg           | Commune              | 2                                   | Bruno Schmidt                | 79685         | +49-07625                         | LÖ                        | 25,04 km²  | 864        | 31/12/2015      | 34,50    |
| Hasel                  | Commune              | 1                                   | Helmut Kima                  | 79686         | +49-07762                         | LÖ                        | 11,67 km²  | 1 130      | 31/12/2015      | 96,83    |
| Hausen im Wiesental    | Commune              | 1                                   | Martin Bühler                | 79688         | +49-07622                         | LÖ                        | 5,14 km²   | 2 361      | 31/12/2015      | 459,34   |
| Inzlingen              | Commune              | 2                                   | Marco Muchenberger           | 79594         | +49-07621                         | LÖ                        | 9,48 km²   | 2 455      | 31/12/2015      | 258,97   |
| Kandern                | Ville                | 6                                   | Christian Renkert (CDU)      | 79400         | +49-07626                         | LÖ                        | 62,27 km²  | 8 209      | 31/12/2015      | 131,83   |
| Kleines Wiesental      | Commune              | 8                                   | Gerd Schönbett               | 79692         | +49-07622, +49-07629 et +49-07673 | LÖ                        | 77,84 km²  | 2 932      | 31/12/2015      | 37,67    |
| Lörrach                | Ville-Arrondissement | 7                                   | Jörg Lutz                    | 79539 à 79541 | +49-07621                         | LÖ                        | 39,42 km²  | 49 303     | 31/12/2015      | 1 250,71 |
| Malsburg-Marzell       | Commune              | 2                                   | Gerd Schweinlin              | 79429         | +49-07626                         | LÖ                        | 24,92 km²  | 1 455      | 31/12/2015      | 58,39    |
| Maulburg               | Commune              | 1                                   | Jürgen Muttner               | 79689         | +49-07622                         | LÖ                        | 9,73 km²   | 4 330      | 31/12/2015      | 445,02   |
| Rheinfelden            | Ville-Arrondissement | 8                                   | Klaus Eberhardt (SPD)        | 79618         | +49-07623                         | LÖ                        | 62,84 km²  | 32 756     | 31/12/2015      | 521,26   |
| Rümmingen              | Commune              | 1                                   | Daniela Meier                | 79595         | +49-07621                         | LÖ                        | 4,46 km²   | 1 762      | 31/12/2015      | 395,07   |
| Schallbach             | Commune              | 1                                   | Martin Grässlin              | 79597         | +49-07621                         | LÖ                        | 3,95 km²   | 768        | 31/12/2015      | 194,43   |
| Schliengen             | Commune              | 5                                   | Werner Bundschuh (FDP)       | 79418         | +49-07635                         | LÖ                        | 37,46 km²  | 5 448      | 31/12/2015      | 145,44   |
| Schönau im Schwarzwald | Commune              | 3                                   | Peter Schelshorn (CDU)       | 79677         | +49-07673                         | LÖ                        | 14,70 km²  | 2 405      | 31/12/2015      | 163,61   |
| Schönenberg            | Commune              | 1                                   | Michael Quast                | 79677         | +49-07673                         | LÖ                        | 7,43 km²   | 352        | 31/12/2015      | 47,38    |
| Schopfheim             | Commune              | 9                                   | Christian Nitz (CDU)         | 79650         | +49-07620 et +49-07622            | LÖ                        | 67,98 km²  | 19 498     | 31/12/2015      | 286,82   |
| Schwörstadt            | Commune              | 2                                   | Christine Trautwein-Domschat | 79739         | +49-07762                         | LÖ                        | 20,08 km²  | 2 399      | 31/12/2015      | 119,47   |
| Steinen                | Commune              | 7                                   | Gunther Braun                | 79585         | +49-07627                         | LÖ                        | 46,86 km²  | 9 900      | 31/12/2015      | 211,27   |
| Todtnau                | Ville                | 7                                   | Andreas Wießner              | 79674         | +49-07671                         | LÖ                        | 69,59 km²  | 4 904      | 31/12/2015      | 70,47    |
| Tunau                  | Commune              | 1                                   | Dirk Pfeffer                 | 79677         | +49-07673                         | LÖ                        | 4,05 km²   | 182        | 31/12/2015      | 44,94    |
| Utzenfeld              | Commune              | 1                                   | Harald Lais                  | 79694         | +49-07673                         | LÖ                        | 7,40 km²   | 626        | 31/12/2015      | 84,59    |
| Weil am Rhein          | Ville-Arrondissement | 6                                   | Wolfgang Dietz (CDU)         | 79576         | +49-07621                         | LÖ                        | 19,47 km²  | 30 030     | 31/12/2015      | 1 542,37 |
| Wembach                | Commune              | 1                                   | Christian Rüscher            | 79677         | +49-07673                         | LÖ                        | 1,80 km²   | 339        | 31/12/2015      | 188,33   |
| Wieden                 | Commune              | 1                                   | Annette Franz                | 79695         | +49-07673                         | LÖ                        | 12,25 km²  | 585        | 31/12/2015      | 47,76    |
| Wittlingen             | Commune              | 1                                   | Michael Herr                 | 79599         | +49-07621                         | LÖ                        | 4,50 km²   | 978        | 31/12/2015      | 217,33   |
| Zell im Wiesental      | Ville                | 7                                   | Rudolf M. Rümmele (SPD)      | 79669         | +49-07625                         | LÖ                        | 36,13 km²  | 6 208      | 31/12/2015      | 171,82   |
| Lörrach                | 35 Communes          |                                     |                              |               |                                   |                           | 806,76 km² | 226 708    | 31/12/2015      | 281,01   |